# 迎泽大街
迎泽大街是中華人民共和國山西省太原市的一条主要道路，始建于1956年，当时的设计宽度为70米，在那时的中国仅次于北京长安街，以故赢得了“中国第二街”、“太原的长安街”、“三晋第一街” 的称号。
迎泽大街历经五次增建，目前有双向12条机动车道（含2条公交专用道），以及非机动车道、人行道、绿化带各两条。太原地铁1号线西段大致沿迎泽大街铺设。
迎泽大街东起东中环路，向西延伸由迎泽大桥跨越汾河直抵西机路，全长12.3公里。道路沿线自东向西有太原火车站、五一广场、并州饭店、迎泽公园、迎泽宾馆、太原工人文化宫、山西省委、中国煤炭博物馆、太原理工大学等地标建筑。时至今日，迎泽大街虽不再是太原市最宽的大街，但它已经成为太原市的象征之一。

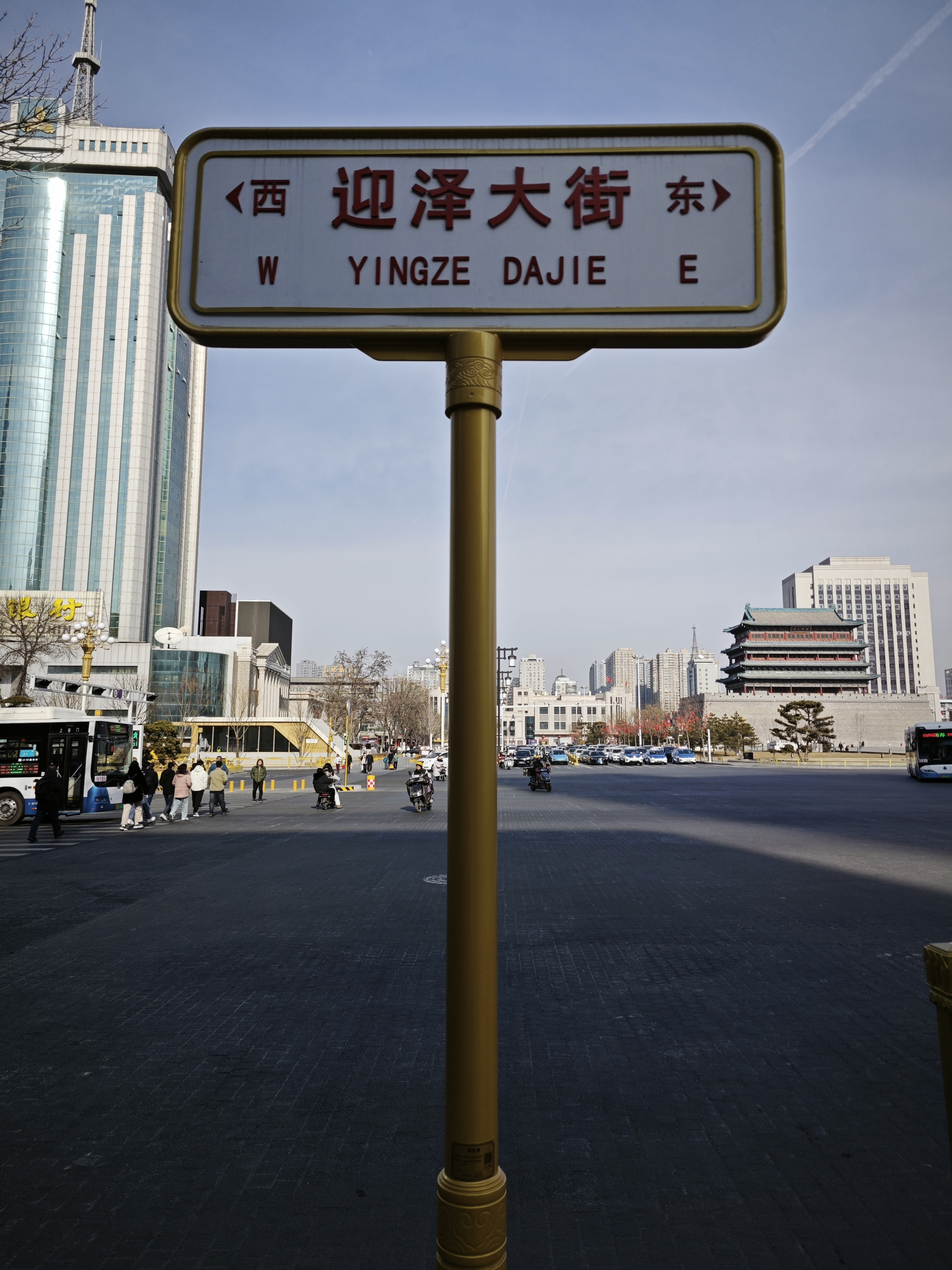
迎泽大街路牌，左侧建筑为中国人民银行山西省分行，右侧为五一广场首义门

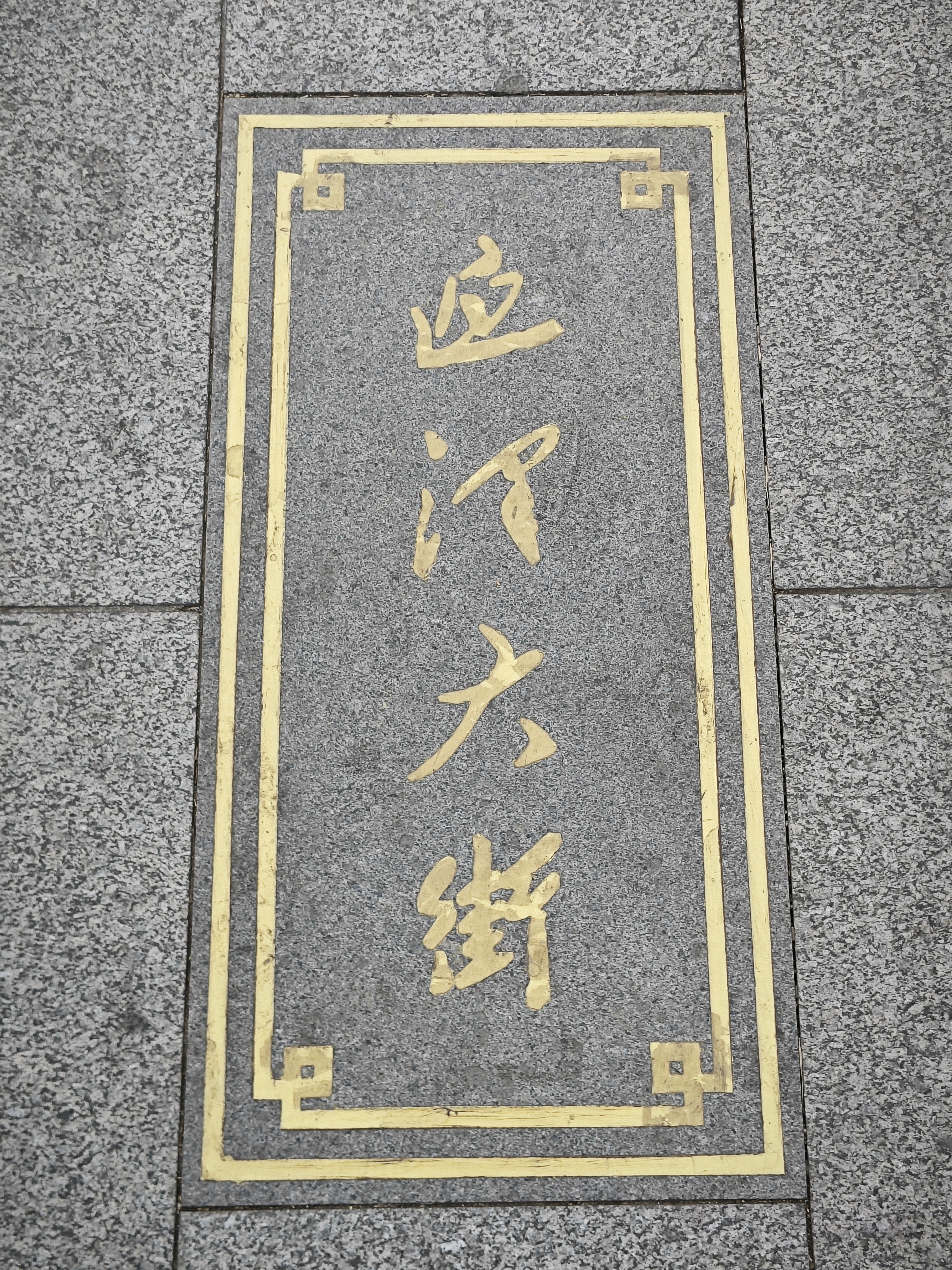
迎泽大街书法地砖

## 詞源
关于迎泽大街的得名，有一个广为流传的说法：20世纪50年代，为迎接毛泽东到太原视察，太原市政府修建了这条大街，为此命名为“迎泽大街”，取“迎”接毛“泽”东之意。事实上毛泽东终其一生并没有来过太原。更加可信的说法是，老太原城的大南门“迎泽门”（已被拆除）正好处在迎泽大街上，大街以迎泽门而得名。而迎泽门的名字，一说来源于门外的沼泽地，一说与《南风歌》有关：“南风之薰兮，可以解吾民之愠兮；南风之时兮，可以阜吾民之财兮。”迎泽门在太原城的南面，定名“迎泽”，取迎接南风的恩泽，解民忧阜民财之意。除迎泽大街之外，太原市的迎泽公园、迎泽大桥、迎泽区皆以“迎泽”为名。

## 初建
20世纪50年代初，时任太原市市长岳维藩主持制定了太原市1949年后的第一部城市规划，迎泽大街是整个规划中最引人注目的部分。规划中的迎泽大街以太原南城外的一条土路为基础，设计宽度为70米，这在当时引起了相当大的争议，华北局会议上这一方案被批评为“贪大求洋”。50年代初，太原市的大多数街道只有六七米宽，70米的宽度足以同时容许四千辆车通行，而当时全太原市一共只有八百辆汽车。面对争议，岳维藩主张城建应当本着“五十年不落后、一百年不后悔”的思想，着眼于太原市的长远发展。最终岳维藩力排众议，迎泽大街的建设得以在1956年拉开大幕。一年后，东至五一广场、西至迎泽大桥的一期工程完工。由于道旁建筑的影响，最终一期工程的实际路宽定为66米。

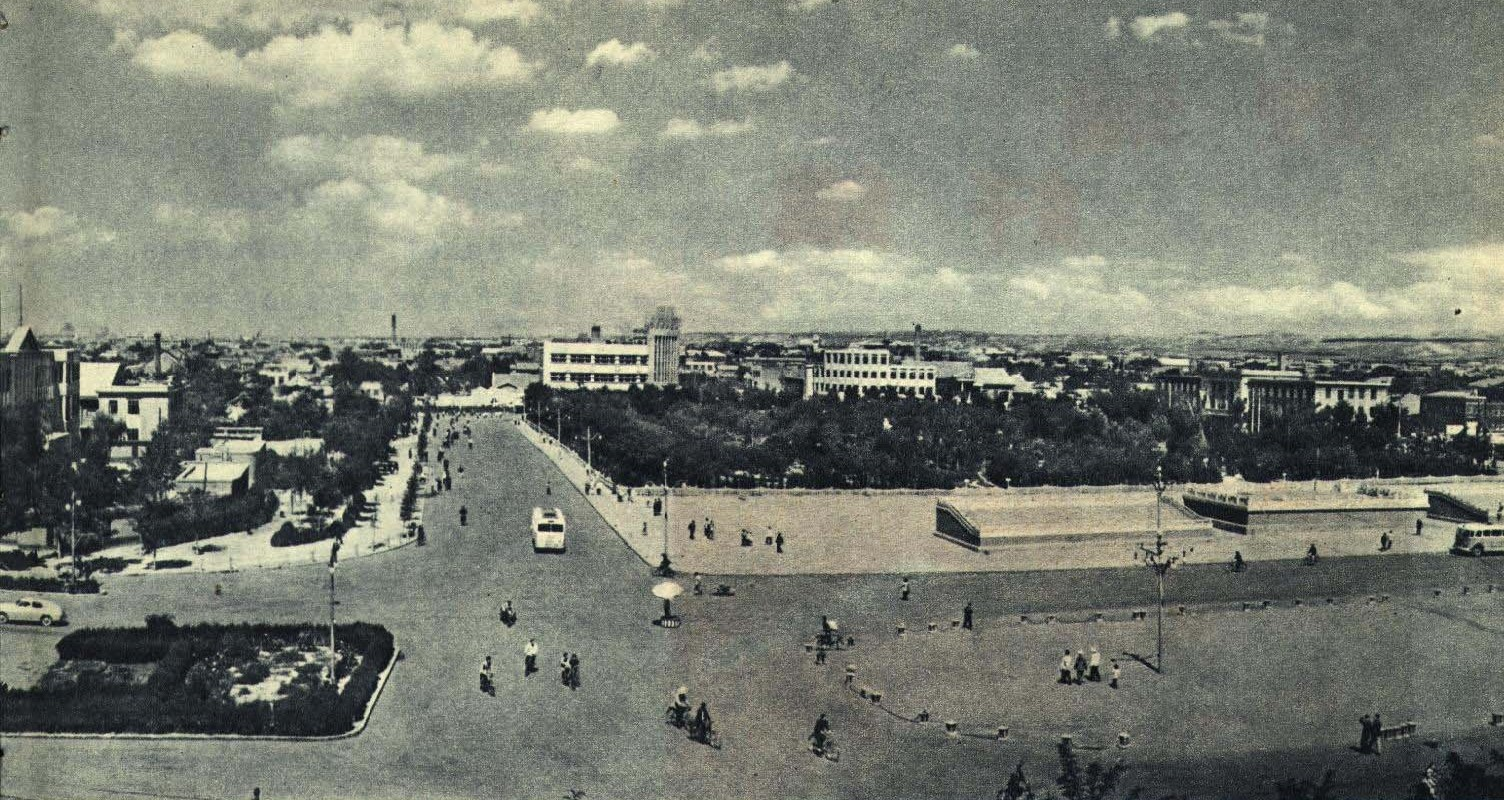
1962年 太原市迎泽大街

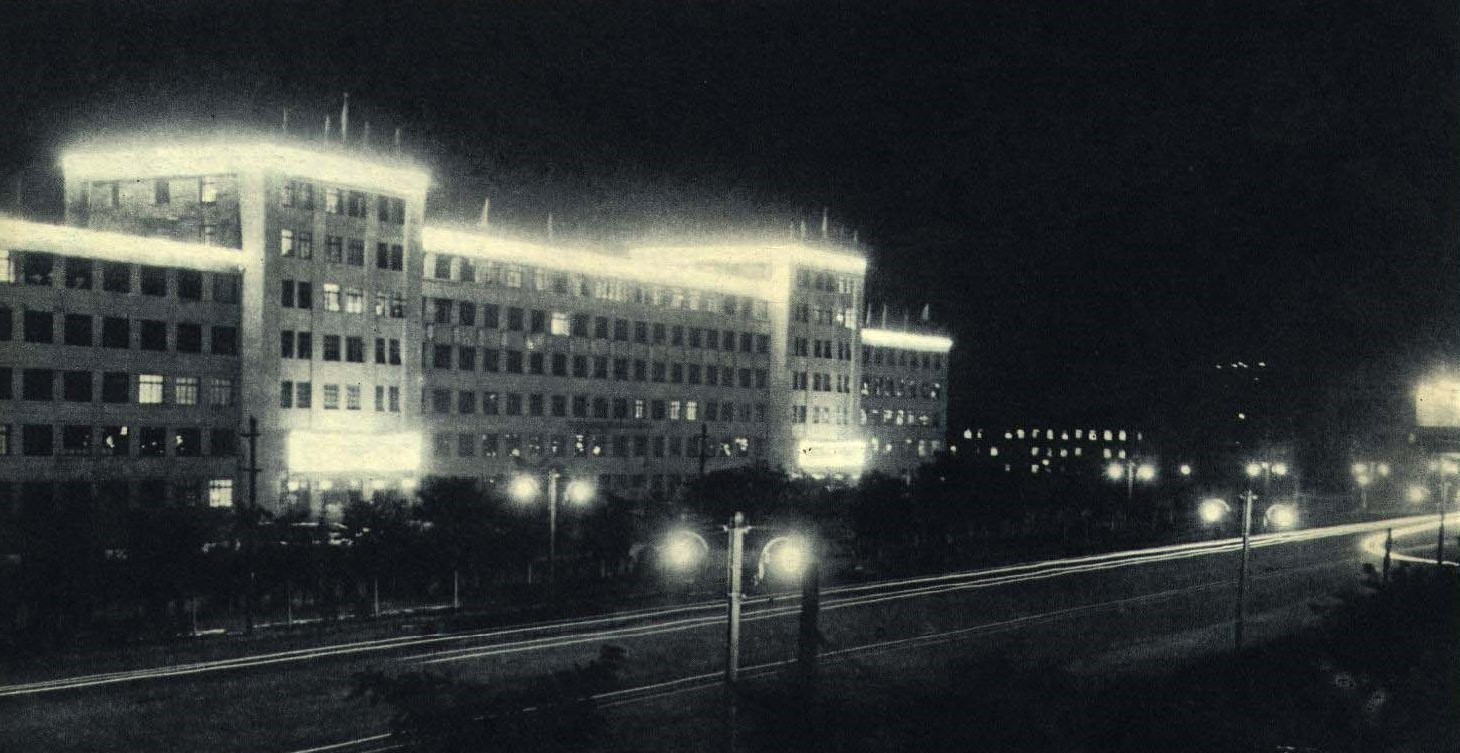
1962年 太原迎泽大街夜景

## 增建
1976年，迎泽大街第二期工程动工，经过两年的建设，迎泽大街的东端由五一广场延至太原火车站（广场到火车站的一段曾一度称“迎泽东大街”）。
1985年实施了“迎泽西大街取直工程”，一年后迎泽大街西延至下元（这一段称为“迎泽西大街”）。1996年的“迎泽西大街打通工程”使得迎泽西大街在同年向西通到南寒广场。
2007年，迎泽大街迎来了修建以来的第一次拓宽改造，并配套修建了“微循环道路”以缓解周围道路的交通压力。

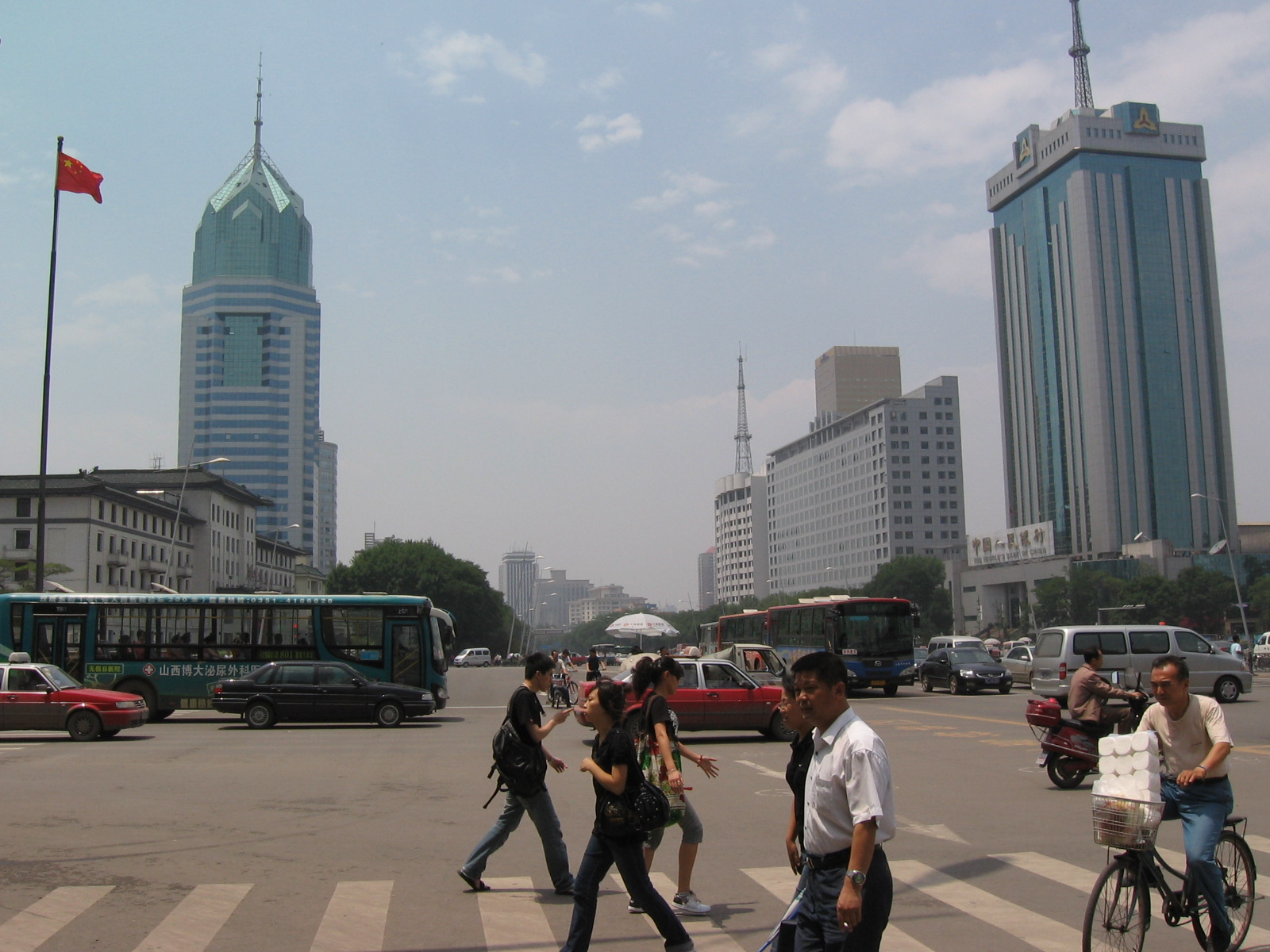
迎泽大街五一广场附近（2008年7月），图中右侧建筑为中国人民银行山西省分行，左侧最高建筑为中国建设银行山西省分行，稍矮建筑为并州饭店。

2024年5月24日，迎泽大街维修改造工程正式启动。改造工程持续了110天，至9月11日正式竣工通车。本次改造主要为迎泽大桥新增了四座桥头堡，修整了太原站附近地区，同时为随后即将通车的太原地铁1号线也做了配套工程。

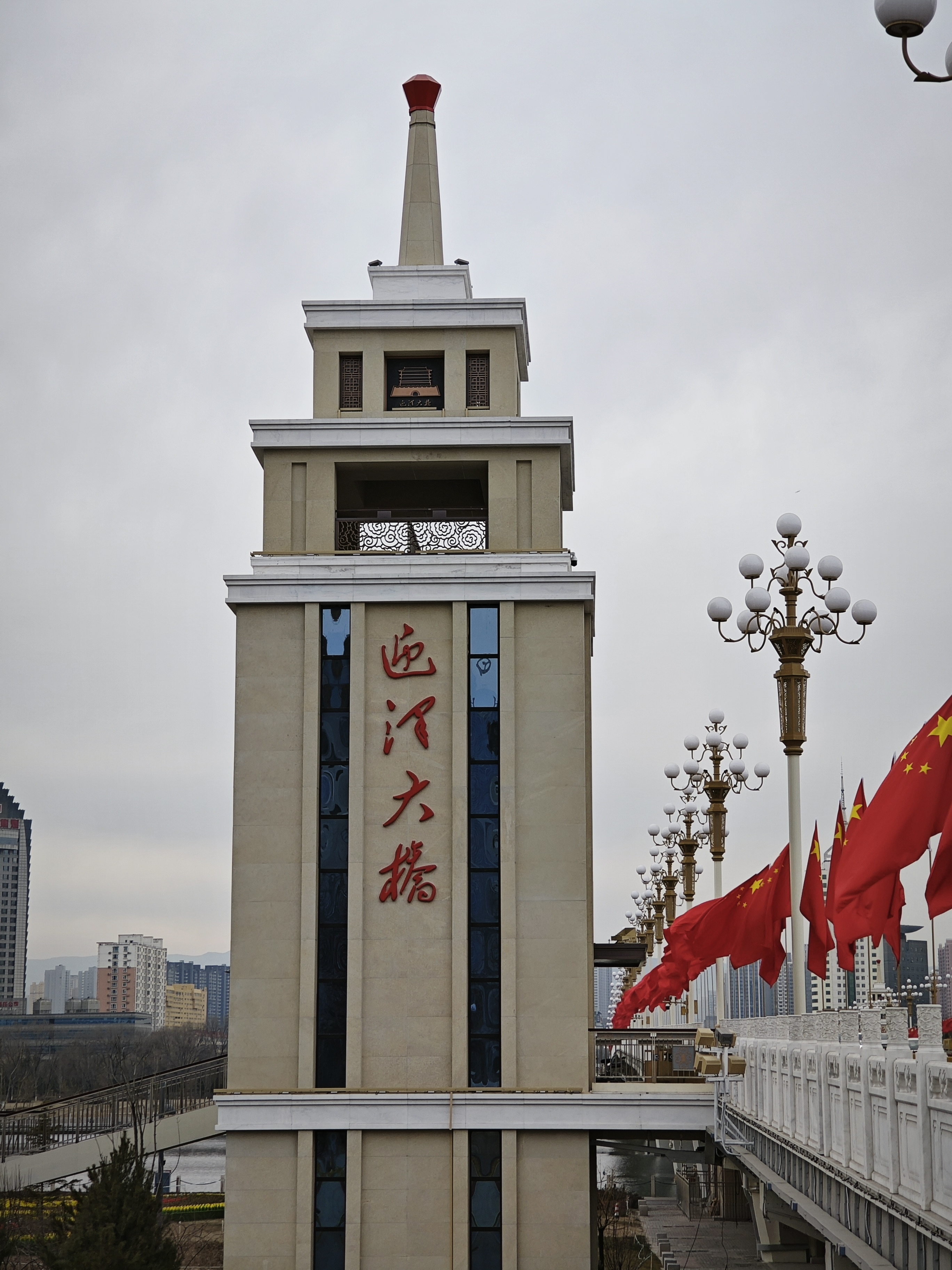
迎泽大桥新建桥头堡

2025年6月18日，原有迎泽西大街正式更名，并入迎泽大街。

## 沿线建筑

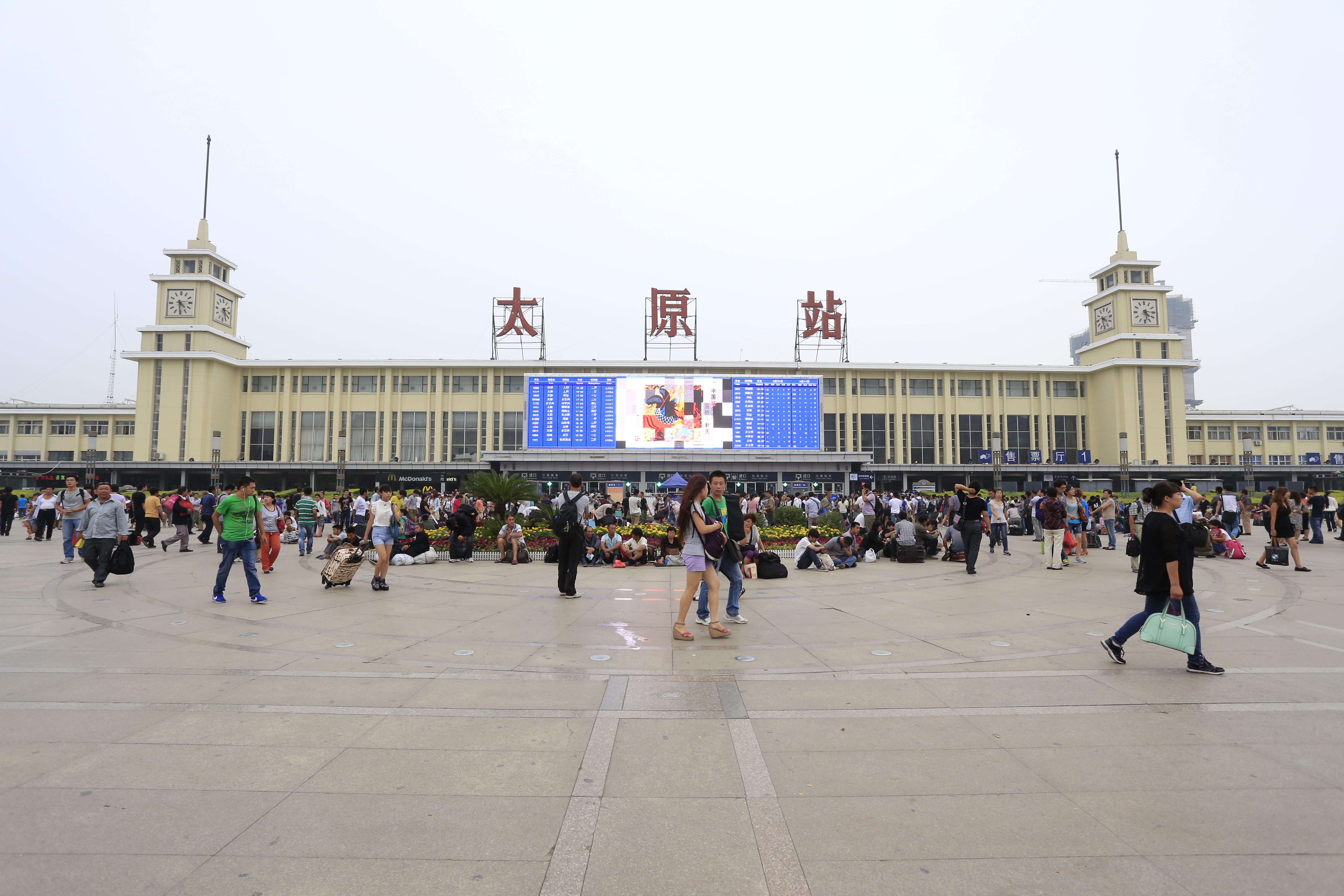
太原站

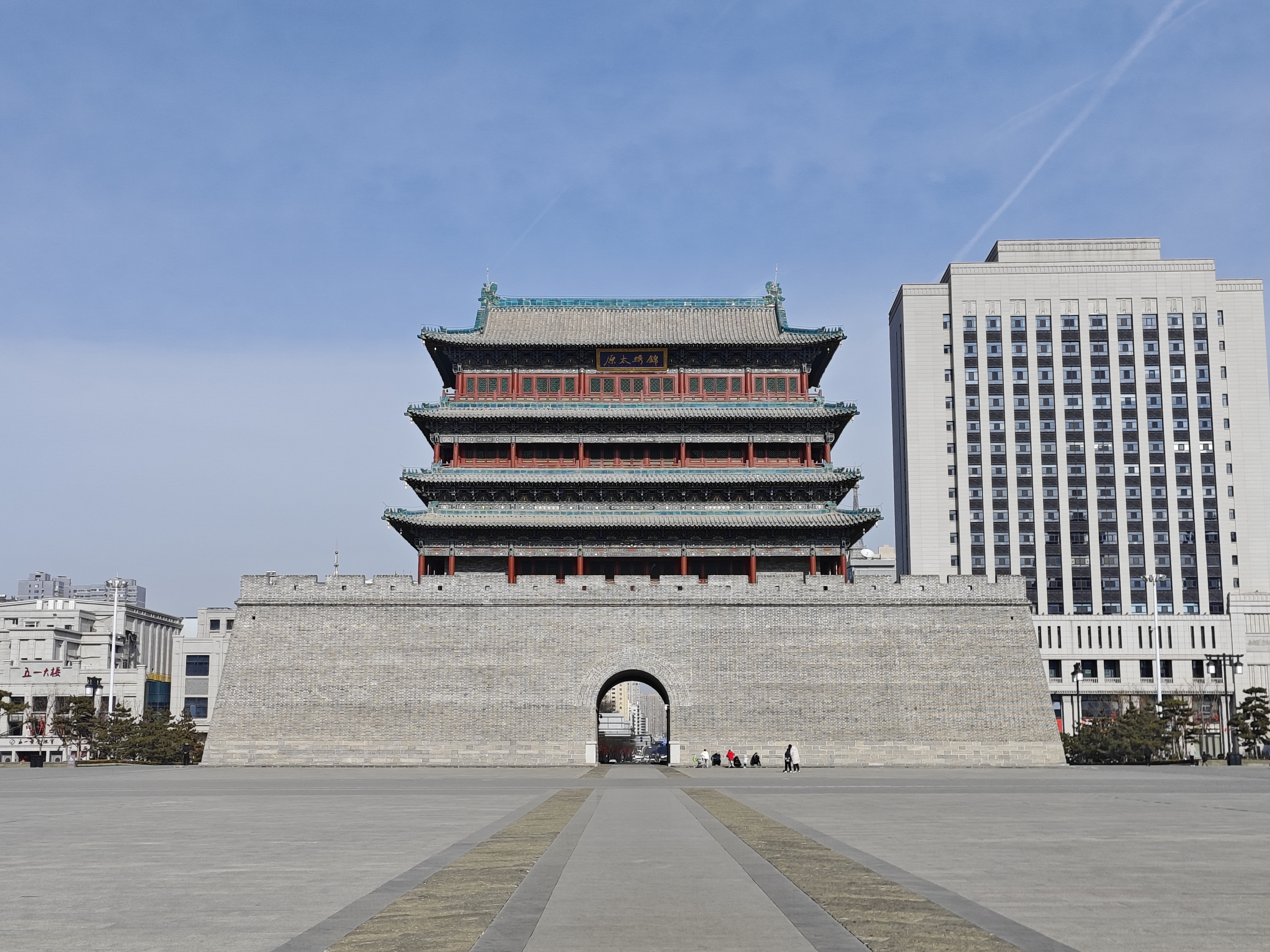
五一广场首义门

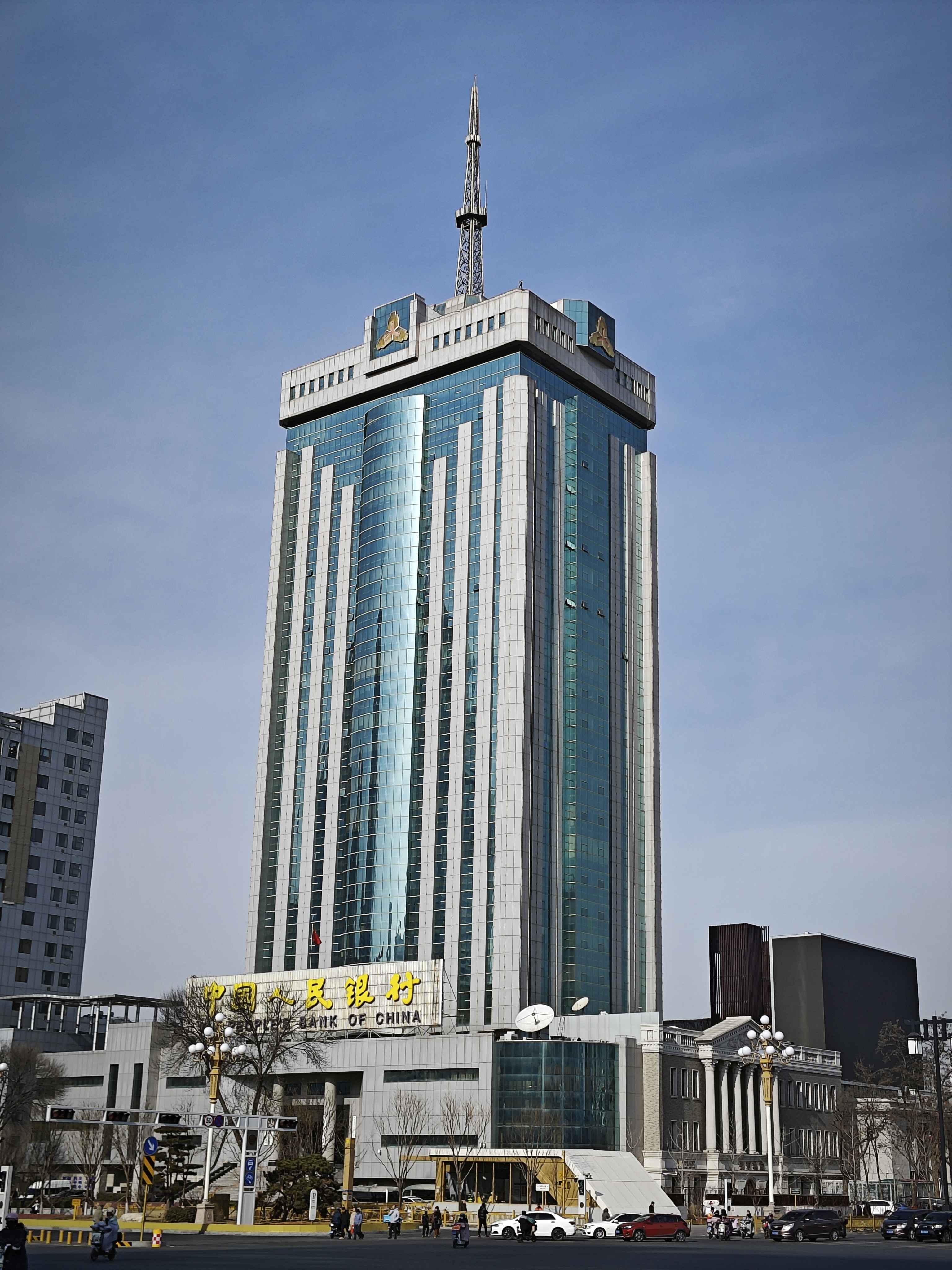
中国人民银行山西省分行

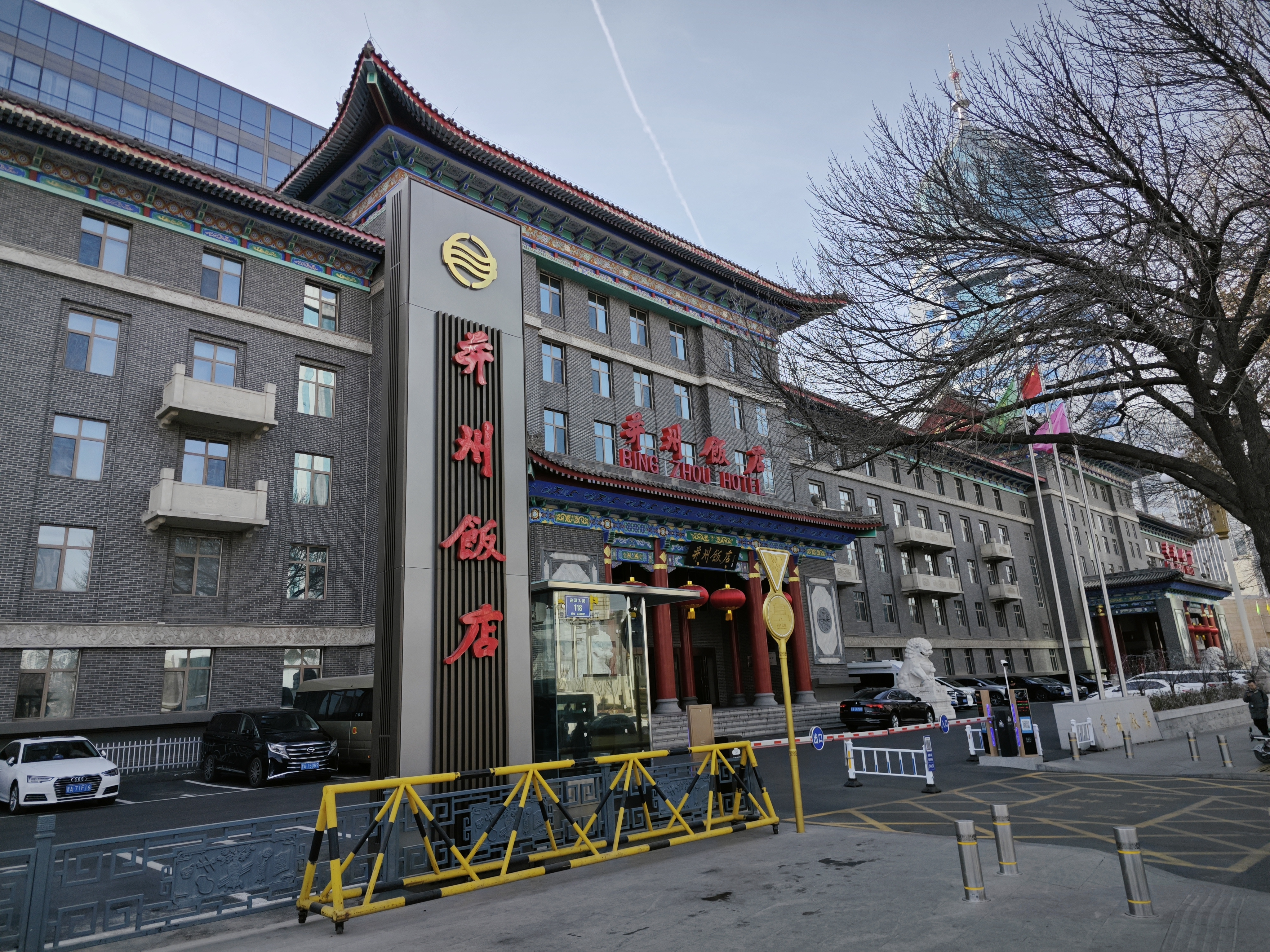
并州饭店

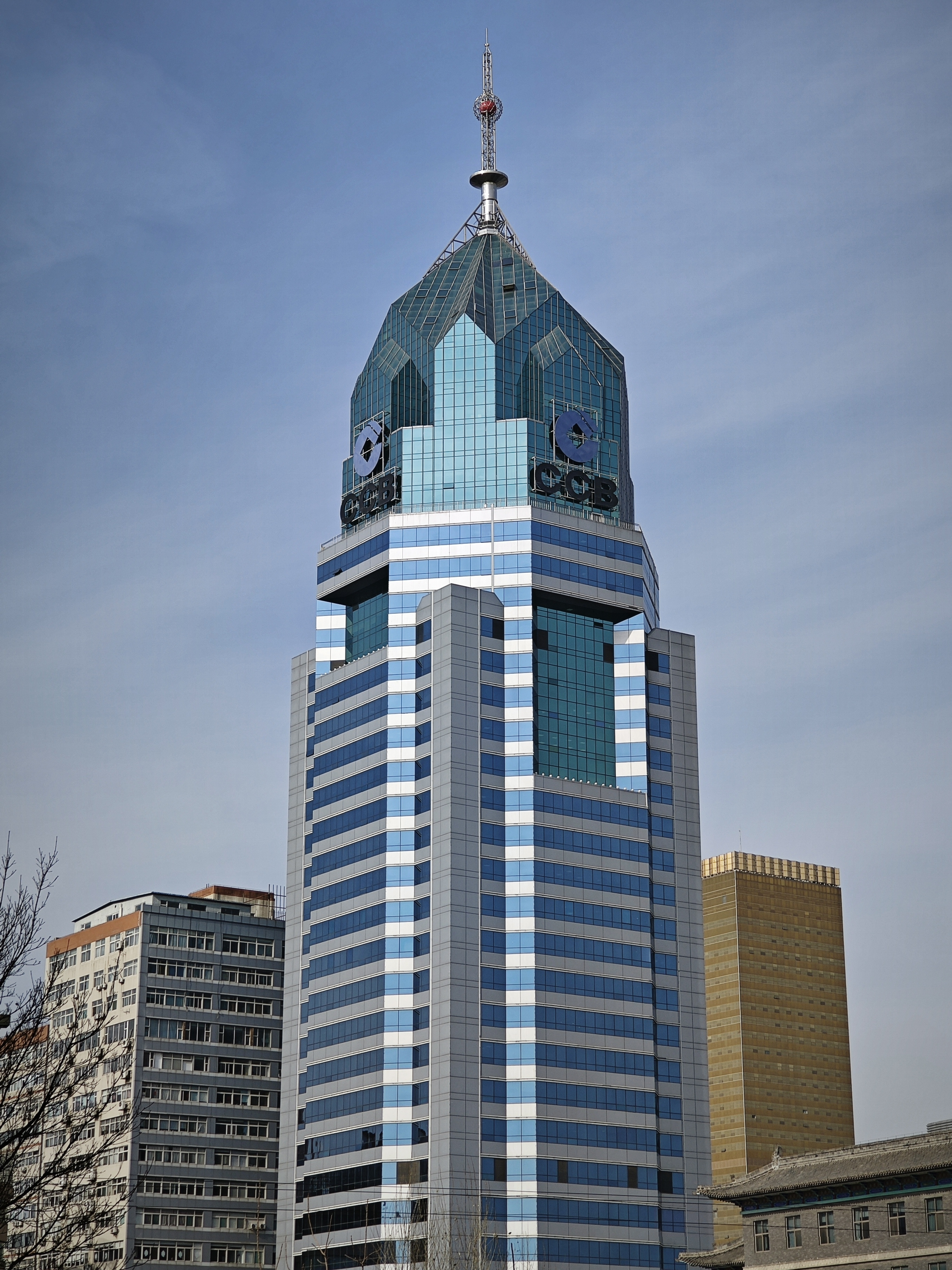
中国建设银行山西省分行

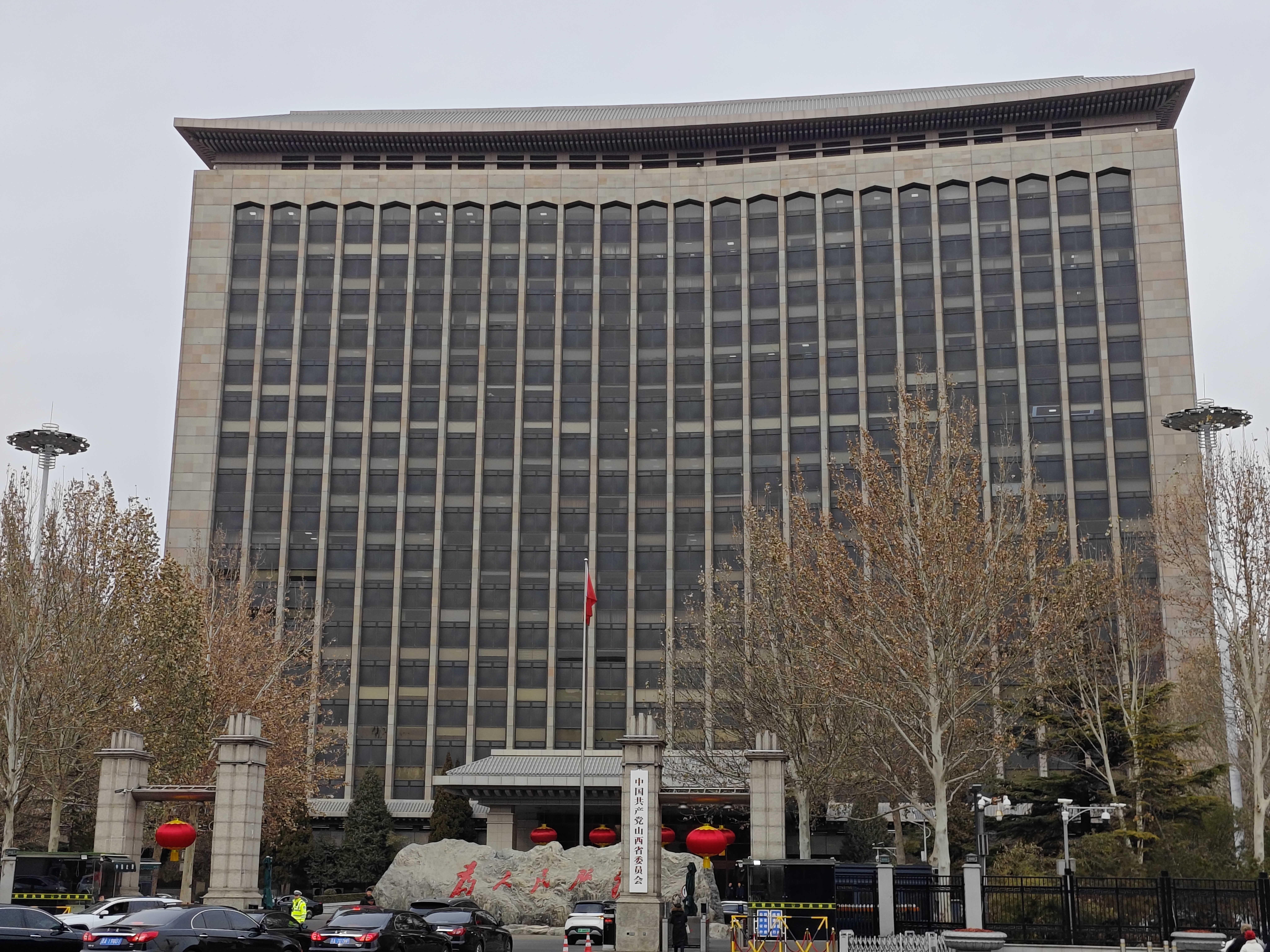
中共山西省委

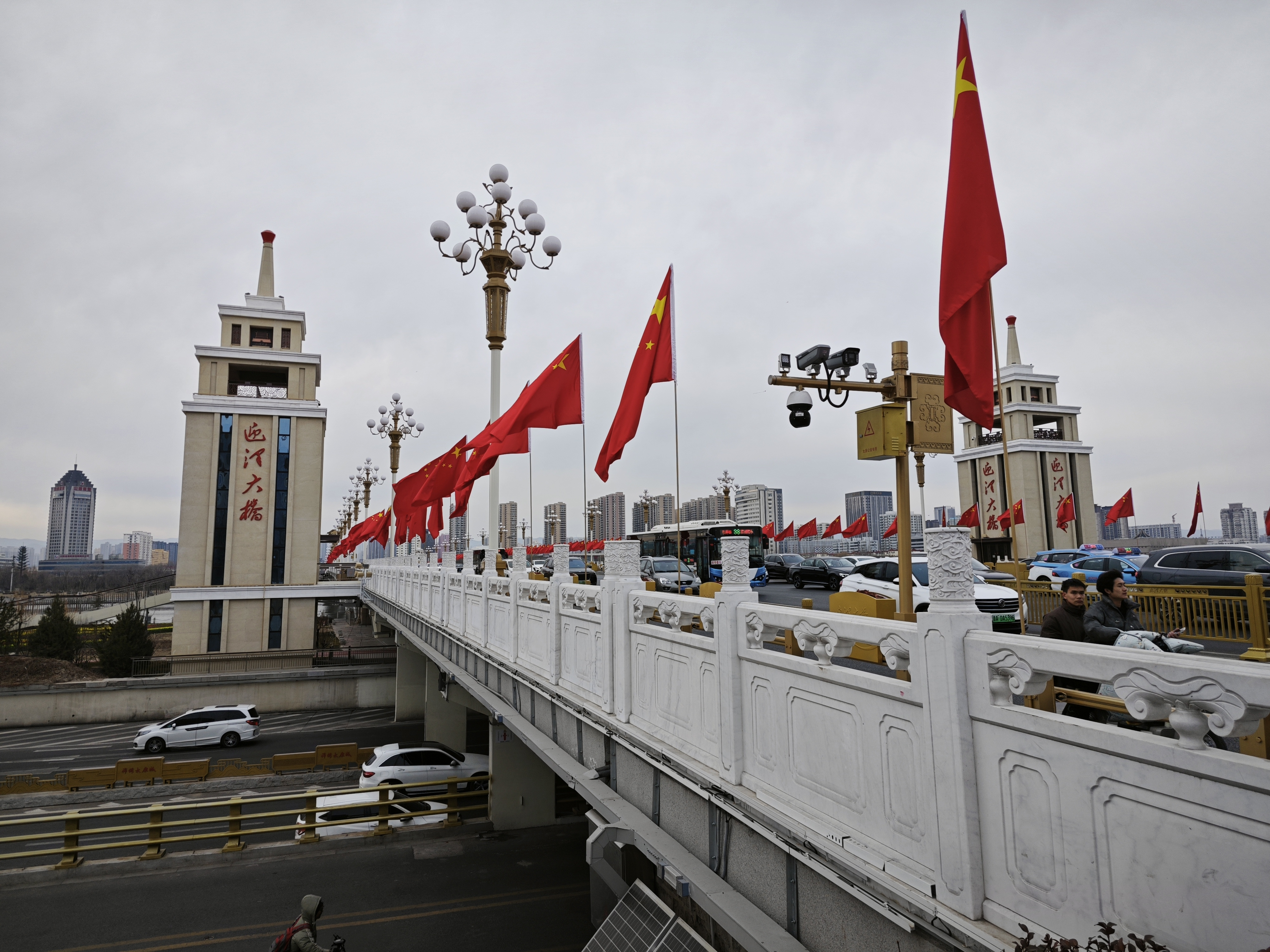
迎泽大桥

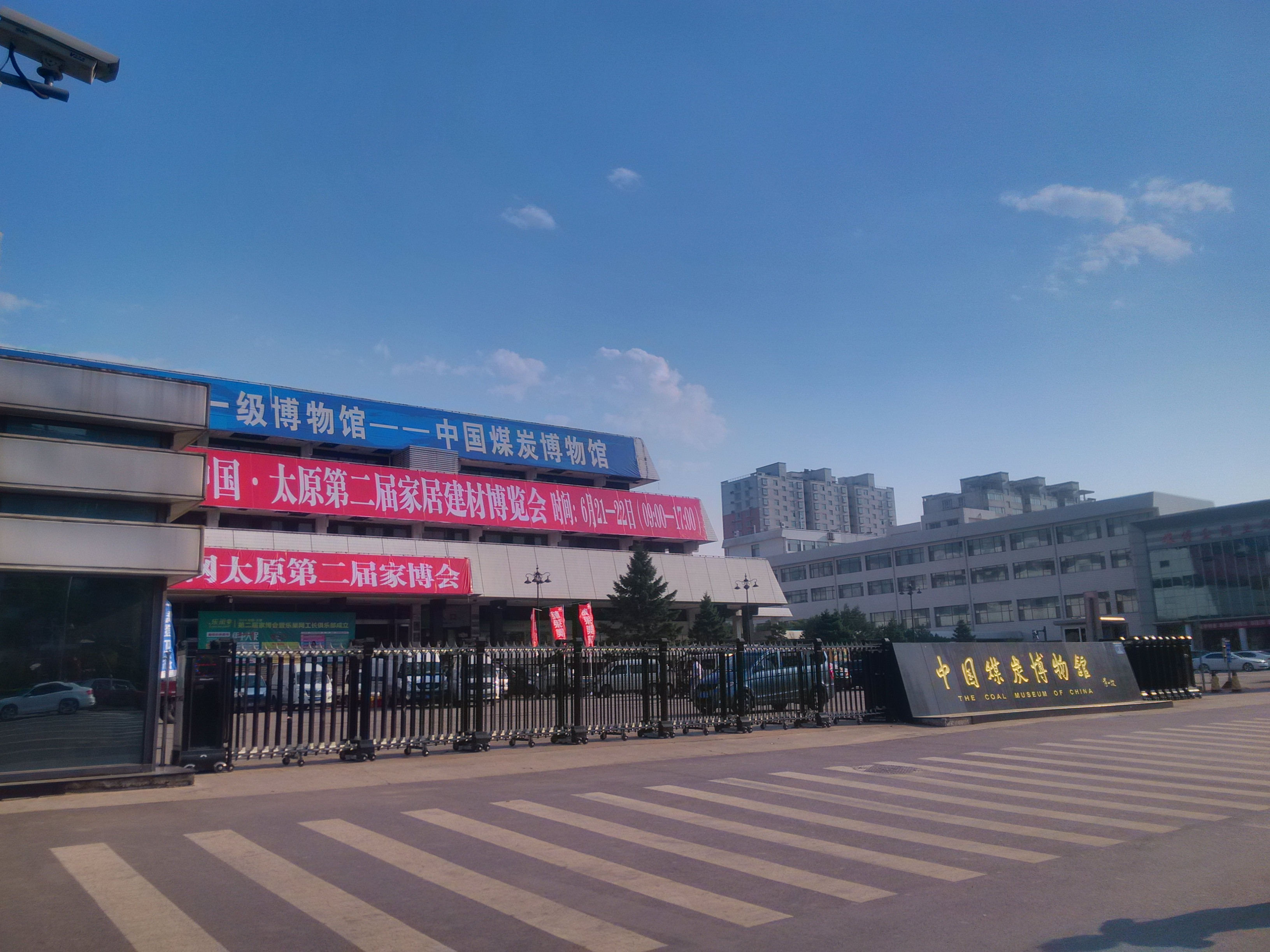
中国煤炭博物馆

以下图片顺序为沿迎泽大街自东向西的顺序：

## 历史事件
- 1989年六四事件期间，太原市也出现了游行示威抗议。其中部分游行活动发生在迎泽大街，详见1989年山西省抗议事件。
- 2013年11月6日7时40分左右，山西省太原市迎泽大街迎泽大桥东端369号中共山西省委办公大楼附近连续发生数起小型爆炸物爆炸[9]，造成1人死亡、1人重伤、7人轻伤[10]。附近车辆和店铺不同程度受到损坏，详见2013年太原“11·06”爆炸案。